# 野崎紘夢
野崎 紘夢（のざき ひろむ、4月29日 - ）は、日本の女性声優。以前は元氣プロジェクト、エーエス企画、リマックスに所属していた。茨城県出身。血液型はB型。

## 出演作品

### テレビアニメ
2010年
- 鉄拳戦士アイアン・キッド（オレンジマダム、ケリー）

2012年
- 蒼い世界の中心で（トーファイ）

### ゲーム
- 堕天使の甘い誘惑 × 快感♥フレーズ（雪文の母）
- 鉄鬼（カトリーナ）
- 文明開華 葵座異聞録（水戸遥）
- ファンタシースターオンライン2
- 妖怪百姫たん!（姑獲鳥[4]）
- サムライ&ドラゴンズ（ルーンマスター）
- メタルマックス4 月光のディーヴァ（エセル、ダコタ）
- 龍が如く5 夢、叶えし者

### ドラマCD
- 木原浩勝の怪鬼宴　～録音スタジオの怪～
- 木原浩勝の怪鬼宴　～旅館の怪～

### 吹き替え
- 愛さずにはいられない（アン・ウェイヤー）
- イエスタデイ -沈黙の刻印-（メイ）
- ヴェロニカ・マーズ（サブリナ）
- エキストラ
- カエルになった王子様（アイ 他）
- クリスマスに雪が降れば
- クレメンタイン
- 恋歌（ヨグ）
- 恋人はセックス依存症（ディーディー〈アレシア・ムーア〉）
- 真実ゲーム（会長）
- 新装開店
- 新精武門
- セレブ・ウォーズ〜ニューヨークの恋に勝つルール〜（レイチェル）
- チャーリー・シーンのハーパー★ボーイズ
- トウキョウ アンダーグラウンド（イングリット）
- ドクター・ポン（ジュンスの彼女）
- トリックマスター
- バイ・ジュン〜さらば愛しき人〜
- マイラブリンリン（ディディ）

### TV
- 中居正広の金曜日のスマたちへ

### CM
- カゴメ

### ラジオ
- ドキッ!女だらけの本音トーク〜見えないけれどポロリもあるよ〜